# Lijst van rijksmonumenten in Santpoort-Zuid
De plaats Santpoort-Zuid telt 21 inschrijvingen in het rijksmonumentenregister. Hieronder een overzicht.
| Object | Oorspronkelijke functie?  | Bouwjaar                            | Architect             | Locatie                   | Coördinaten?                  | Nr.?   | Afbeelding |
| --- | ------------------------- | ----------------------------------- | --------------------- | ------------------------- | ----------------------------- | ------ | --- |
| Pand met pannen zadeldak en puntgevel met vlechtingen en toppilaster                                                                   | Woonhuis                  | 17e eeuw                            |                       | Middenduinerweg 83        | 52° 25' 42" NB, 4° 37' 33" OL | 37106  | Pand met pannen zadeldak en puntgevel met vlechtingen en toppilaster                                                               |
| Gepleisterd pand zonder verdieping onder hoog met pannen gedekt schilddak. Twee vensters met negenruitsschuiframen in de voorgevel     | Woonhuis                  | 18e eeuw                            |                       | Middenduinerweg 85        | 52° 25' 42" NB, 4° 37' 33" OL | 37107  | Gepleisterd pand zonder verdieping onder hoog met pannen gedekt schilddak. Twee vensters met negenruitsschuiframen in de voorgevel |
| Gepleisterd pand zonder verdieping en met pannen schilddak                                                                             | Woonhuis                  | 18e eeuw                            |                       | Middenduinerweg 87        | 52° 25' 42" NB, 4° 37' 33" OL | 37108  | Upload foto |
| Boerderij Middenduin | Boerderij                 | 18e eeuw (woonhuis) ca. 1880 (stal) |                       | Middenduinerweg 89        | 52° 25' 42" NB, 4° 37' 34" OL | 37109  | Meer afbeeldingen |
| Kasteel Brederode | Kasteel, buitenplaats     | 13e eeuw                            |                       | Velserenderlaan 2         | 52° 25' 32" NB, 4° 37' 21" OL | 37110  | Meer afbeeldingen |
| De Zandhaas | Industrie- en poldermolen | circa 1714/1779/1998                |                       | Wüstelaan 83              | 52° 25' 39" NB, 4° 38' 28" OL | 37111  | Meer afbeeldingen |
| H.B.M. grenspaal | Grensafbakening           |                                     |                       | Grenspaal Velserhooftlaan | 52° 25' 39" NB, 4° 38' 17" OL | 37112  | Meer afbeeldingen |
| Vinkenbaan 14: Woonhuis op L-vormige grondslag met verdieping en plat afgedekt overstek, geheel opgetrokken in voegloos gewapend beton | Woonhuis                  | 1911                                | H. Hana en H.J. Harms | Vinkenbaan 14             | 52° 25' 10" NB, 4° 37' 44" OL | 37113  | Meer afbeeldingen |
| Grenspaal met geschonden beeldhouwwerk                                                                                                 | Grensafbakening           |                                     |                       | Grenspaal Wustelaan       | 52° 25' 20" NB, 4° 38' 15" OL | 37114  | Meer afbeeldingen |
| Chalet van Bosbeek. Fraai langhuis met grote keuken, waranda                                                                           | Woonhuis                  | 19e eeuw                            |                       |                           | 52° 25' 26" NB, 4° 38' 20" OL | 37115  | Chalet van Bosbeek. Fraai langhuis met grote keuken, waranda                                                                       |
| Bosbeek. Diensthuis, met riet gedekt dak                                                                                               | Woonhuis                  |                                     |                       | Wustelaan 81              | 52° 25' 36" NB, 4° 38' 27" OL | 37116  | Meer afbeeldingen |
| Pand met gepleisterde topgevel | Woonhuis                  |                                     |                       | Wustelaan 101             | 52° 25' 41" NB, 4° 38' 36" OL | 37117  | Meer afbeeldingen |
| Pand met gepleisterde topgevel | Woonhuis                  |                                     |                       | Wustelaan 103             | 52° 25' 42" NB, 4° 38' 36" OL | 37118  | Meer afbeeldingen |
| Hekpijler, gemetseld naast Spaarnberg in bollenland                                                                                    | Grensafbakening           |                                     |                       | Wustelaan bij 76          | 52° 25' 13" NB, 4° 38' 7" OL  | 37119  | Meer afbeeldingen |
| Spaarnberg, moestuin, slangemuur, hek                                                                                                  | Erfscheiding              | 19e eeuw                            |                       |                           | 52° 25' 39" NB, 4° 38' 17" OL | 37120  | Spaarnberg, moestuin, slangemuur, hek                                                                                              |
| Rapsodie | Woonhuis                  | 1934                                | G.Th. Rietveld        | Johan Verhulstweg 70      | 52° 25' 4" NB, 4° 37' 29" OL  | 46549  | Meer afbeeldingen |
| Buitenplaats Spaarnberg: historische tuin- en parkaanleg                                                                               | Tuin, park en plantsoen   | 1834-1846                           | J.D. Zocher jr.       | Wustelaan bij 73          | 52° 25' 21" NB, 4° 38' 17" OL | 512284 | Meer afbeeldingen |
| Buitenplaats Spaarnberg: dienstwoning                                                                                                  | Bijgebouwen kastelen enz. | 1835                                | J.D. Zocher jr.       | Wustelaan 73              | 52° 25' 26" NB, 4° 38' 20" OL | 512285 | Buitenplaats Spaarnberg: dienstwoning                                                                                              |
| Buitenplaats Spaarnberg: hek met twee toegangshekken                                                                                   | Tuin, park en plantsoen   | 1835                                |                       | Wustelaan bij 73          | 52° 25' 23" NB, 4° 38' 20" OL | 512286 | Buitenplaats Spaarnberg: hek met twee toegangshekken                                                                               |
| Buitenplaats Spaarnberg: slangen- of tuinmuren                                                                                         | Tuin, park en plantsoen   | vroeg 19e eeuw                      |                       | Wustelaan bij 73          | 52° 25' 21" NB, 4° 38' 17" OL | 512287 | Meer afbeeldingen |
| Voormalige openbare bewaarschool met bijbehorende onderwijzerswoning                                                                   | Onderwijs en wetenschap   | 1890                                |                       | Wustelaan 79              | 52° 25' 32" NB, 4° 38' 24" OL | 520713 | Meer afbeeldingen |